# Faissault
Faissault ist eine französische Gemeinde mit 257 Einwohnern (Stand: 1. Januar 2022) im Département Ardennes in der Region Grand Est (vor 2016 Champagne-Ardenne). Sie gehört zum Arrondissement Rethel, zum Kanton Signy-l’Abbaye sowie zum Gemeindeverband Crêtes Préardennaises.

## Geographie
Die Gemeinde Faissault liegt 15 Kilometer nordöstlich von Rethel an der Autoroute A34. Umgeben ist Faissault von den Nachbargemeinden Neuvizy im Nordosten, Puiseux im Südosten, Saulces-Monclin im Süden, Corny-Machéroménil im Südwesten, Novion-Porcien im Westen sowie Viel-Saint-Remy im Nordwesten.

## Bevölkerungsentwicklung
| Jahr                       | 1962 | 1968 | 1975 | 1982 | 1990 | 1999 | 2006 | 2013 | 2019 |
| Einwohner                  | 175  | 172  | 163  | 178  | 207  | 189  | 198  | 238  | 255  |
| Quellen: Cassini und INSEE |      |      |      |      |      |      |      |      |      |

## Sehenswürdigkeiten

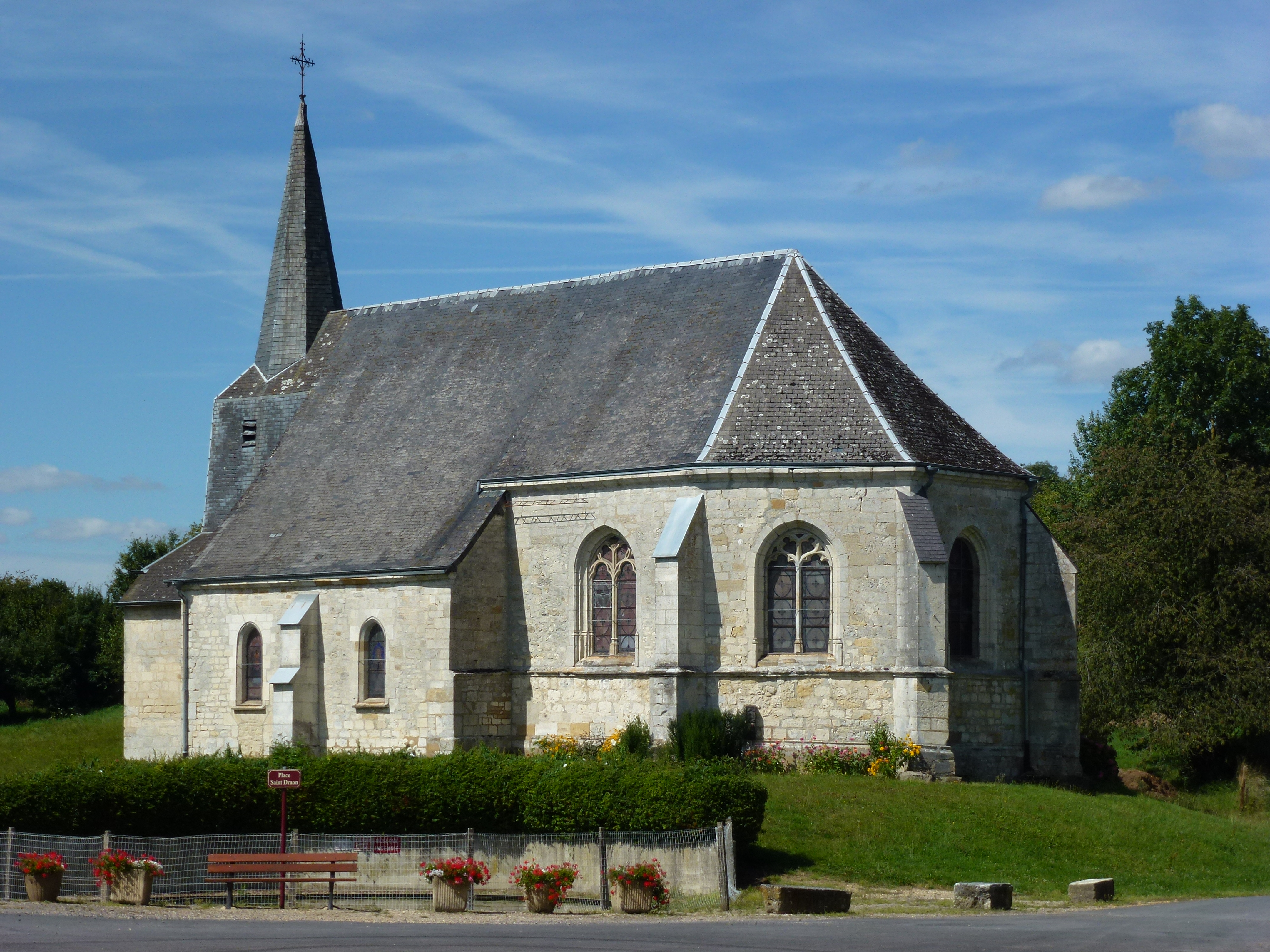
Kirche Saint-Nicolas

- Kirche Saint-Nicolas